# ミケーネ文明

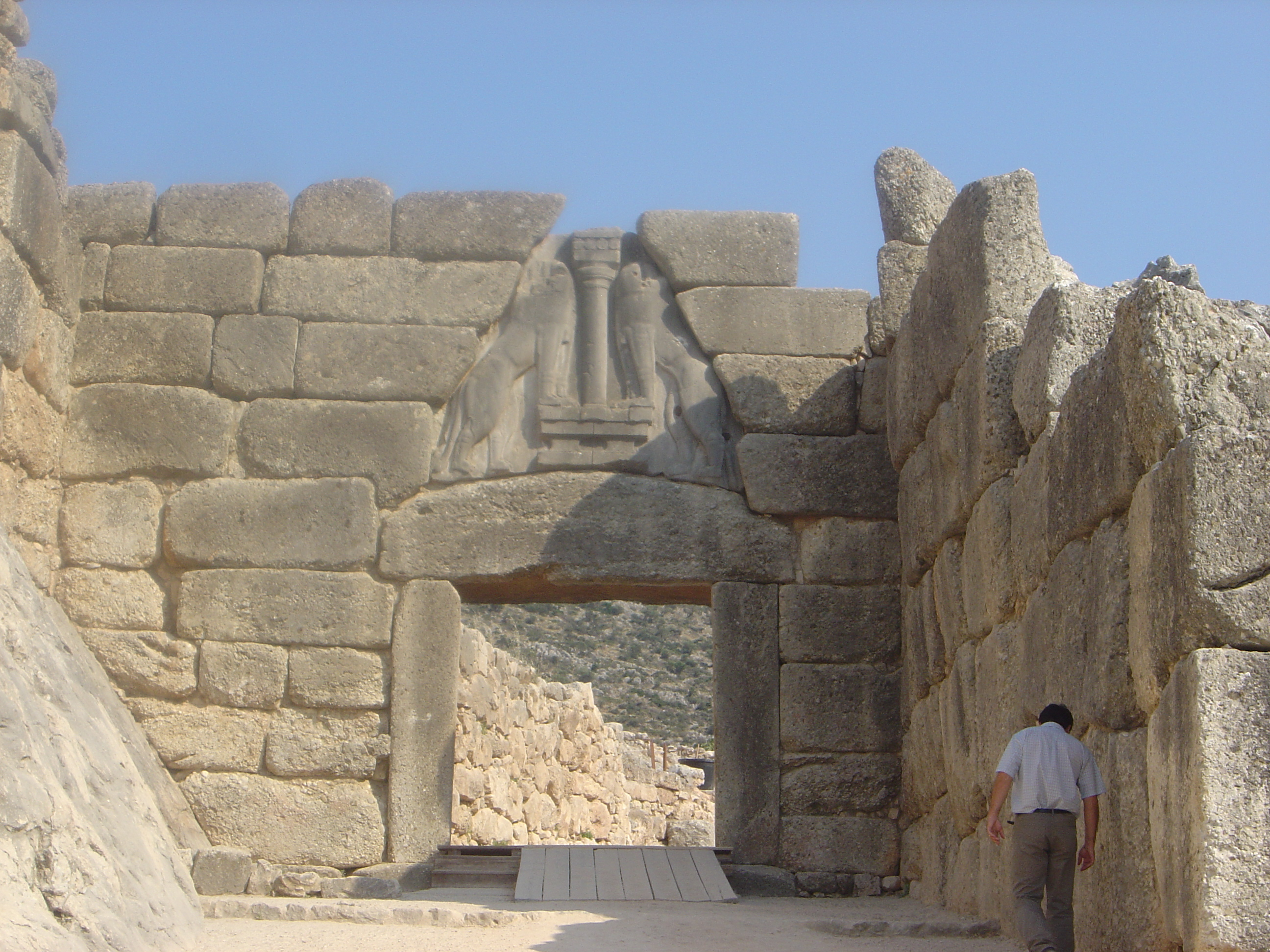
ミケーネ城塞の獅子門。王宮の正門とそれを飾るライオンの浮き彫り、巨大な城壁はミケーネ文明の軍事的関心の高さと王の権力の大きさを物語る。

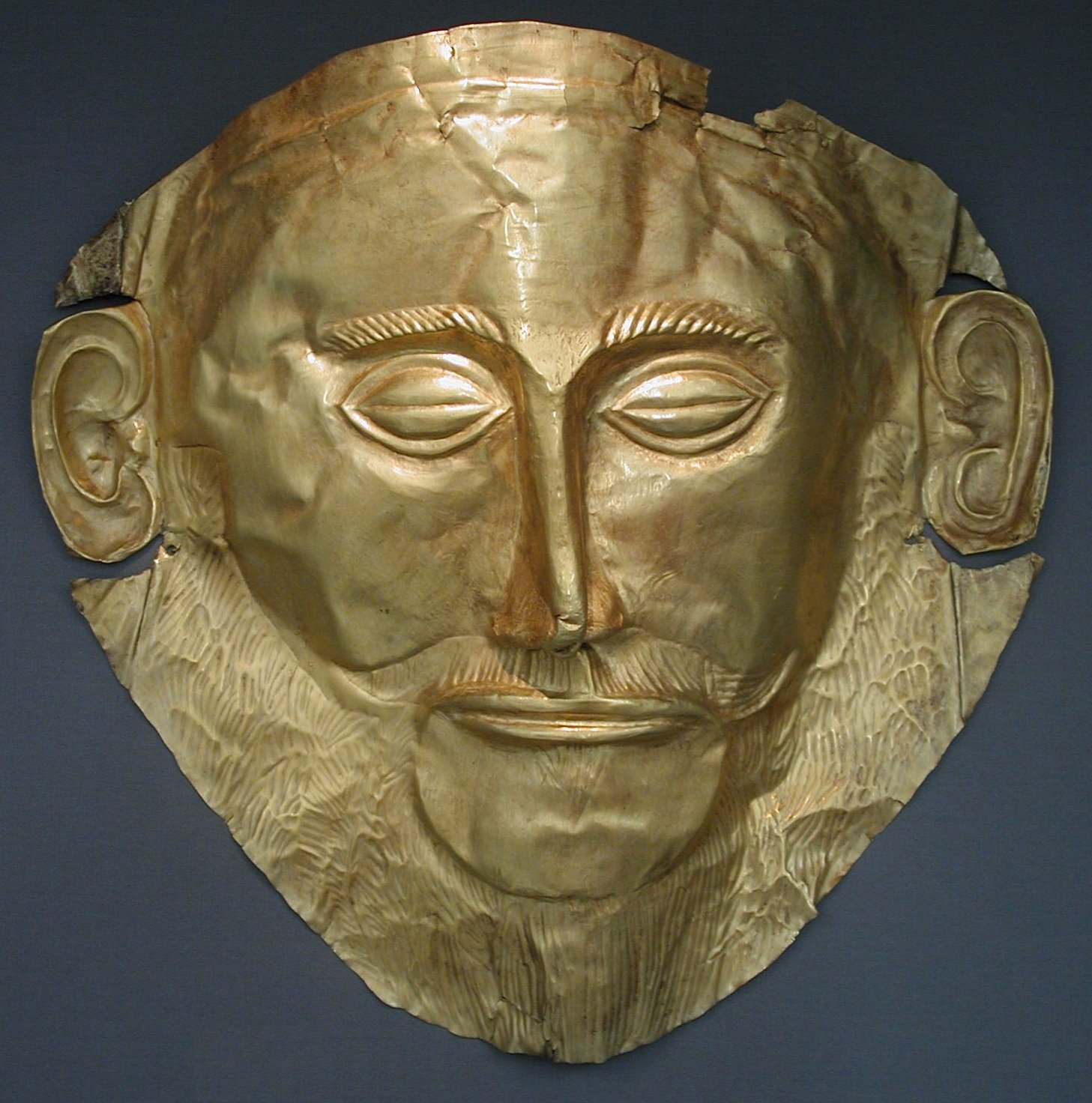
アガメムノンの黄金の仮面。 ミケーネ文明の代表的な遺物で、1876年にシュリーマンによって城内の墳墓から発見された。

ミケーネ文明（ミケーネぶんめい）またはミュケナイ文明（ミュケナイぶんめい）は、エーゲ文明のうち、B.C.1600頃～B.C.1200年頃ペロポネソス半島のミケーネ（ミュケナイ）を中心に栄えた青銅器文明である。

## 歴史
ミケーネ文明は、紀元前1600年頃、南下したギリシア人の第一波とされるアカイア人によってアルゴリス地方で興り、地中海交易によって発展した。クレタ島のミノア文明との貿易を通じて芸術などを流入し、ついにはクレタ島に侵攻、征服したと考えられる。このころ、ミケーネはトローアスのイリオスを滅ぼし（トロイア戦争）、後にこれをホメーロスが叙事詩『イーリアス』の題材としたが、イリオスで大規模な破壊があったことは認められるものの、これが事実かどうかは推察の域を出ない。紀元前1200年頃、突如ミケーネ文明は崩壊するが、これは勃興した海の民、もしくはドーリア人によって、ミケーネ、ティリンスが破壊されたとするのが現在、有力な説である。また、内部崩壊説や気候変動説も存在するが、はっきりとした事情は不明である。この後、ギリシアは暗黒時代と呼ばれる資料のない時代に突入し、線文字Bが使われることも無くなった。
ミケーネやティリンスの遺跡などは1876年以降からシュリーマンによって発掘された。

## 特徴
ミノア文明（クレタ文明）の建築が開放的であったのに対し、ミケーネ文明の建築は模倣的で巨石を用い、円頂墓を作る等、堅牢な城壁で囲まれ閉鎖的なものとなっているが、これはミノア文明とは異なり外敵の脅威にさらされる可能性があった為と考えられている。中庭はミノア文明のそれとは異なり、動線の基軸として機能していない。中庭に代わる動線の基軸はメガロンと呼ばれる室内空間で、記念性を持った特権的な空間を構成し、中庭はその付属物である。建物は対称性が重視されている。その他、戦士や狩猟などの壁画、幾何学的文様・抽象的文様の陶器、金銀杯が特徴である。アガメムノンの黄金のマスクは、シュリーマンが1876年のミケーネ遺跡発掘の際に発見し、現在はアテネの国立考古博物館に所蔵されている。尚武的なミケーネ文明は、剣や甲冑の製作に秀でていたほか、貴金属細工にも優れた作品を残している。

## 政治
ミケーネ文明はミケーネ、ティリンス、ピュロスなどに巨石でできた城塞王宮とそれを中心とする小王国の分立という政治体制だった。のちのポリス社会と異なり、これらの小王国では専制的な権力を持った王が君臨し、統治下の村々から農作物、家畜、武器などを貢納として取り立て、それによって王宮で働く多数の職人や奴隷を養う貢納王政の仕組みをとっていた。貢納を受ける役人が存在していたが、エジプトやメソポタミアほど統治機構の整備は進まなかった。

## 文字・言語
線文字Bが使われていた。この文字はイギリスの考古学者、マイケル・ヴェントリスによって解読され、古いギリシャ語であることが判った。ミケーネ・ギリシャ語と呼ばれている。
なお線文字Bは、刻まれた粘土板がクレタ島のクノッソスで初めて発見されたことから、当初はミノア文明（クレタ文明）発祥のものと考えられていた。1939年にピュロス王宮で線文字Bの刻まれた粘土板が発見され、実際にはこれはミケーネ文明で用いられたものと判明した。1952年にはミケーネ王宮、1971年にはティリンスでも粘土板が発掘されている。

## 関連文献
- 周藤芳幸「ミケーネ社会からポリス社会への構造転換に関する統合的研究」『研究報告書.科学研究費補助金報告書;基盤研究(C);16520438』2007年、2024年2月26日閲覧。